# Floridában történt légi közlekedési balesetek listája
A Floridában történt légi közlekedési balesetek listája mind a halálos áldozattal járó, mind pedig a kisebb balesetek, meghibásodások miatt történt, gyakran csak az adott légiforgalmi járművet érintő baleseteket is tartalmazza évenkénti bontásban. Az állam partjai közelében történt baleseteket szintén ezen cikk sorolja fel.

## Floridában történt légi közlekedési balesetek

### 1928
- 1928. február 25. éjjel, Melbourne közelében, Atlanti-óceán. Lezuhant egy Ford Flivver típusú repülőgép a próbarepülés során. A gép roncsait az óceán mosta partra. A pilóta holtteste soha nem került elő. A gép műszaki meghibásodás, motorhiba miatt zuhant le. Az áldozat Harry Joseph Brooks volt.[1]

### 1958
- 1958. február 25., Atlanti-óceán, Mayport közelében. William Thomas Barry Troy, a kanadai haditengerészet hadnagya, F2H–3 Banshee típusú vadászgépével az aznapi sűrű ködben eltűnt repülőgépével. Kibontatlan állapotban fennmaradt ejtőernyőjének maradványait Jacksonville közelében Zack Johnson rendőr járőrözés közben találta meg 2017-ben. A maradványokat az Irma hurrikán hozta felszínre.[2]

### 1997
- 1997. augusztus 7., Miami nemzetközi repülőtér. A Fine Air légitársaság 101-es járata, egy McDonnell Douglas DC–8-61(F) típusú repülőgép, lajstromjele N27UA felett elvesztették a pilóták az irányítást és a gép lezuhant. A gépen utazó 1 utas és 3 fős személyzet közül mindenki életét vesztette, és a gép további főnek kioltotta az életét a földön tartózkodók közül.[3][4]

### 2017
- 2017. június 24., Fort Myers. Egy Piper PA–28-as típusú repülőgép egy elhagyott épületbe csapódott röviddel a szomszédos Page Field repülőteréről történt felszállását követően. A balesetben egy személy életét vesztette, valamint egy másik személy súlyos sérüléseket szenvedett.[5]

### 2018
- 2018. március 14. Key West közelében. A tengerbe zuhant az Amerikai haditengerészet F/A–18F Super Hornet típusú repülőgépe. A pilóta és a fegyverrendszerért felelős tiszt katapultált, de mindketten életüket vesztették.[6]
- 2018. augusztus 31. Eglin légibázis közelében. Lezuhant egy Beechcraft BE-60 típusú kis repülőgép. Henry Nowakowski, pilóta és családjának három további tagja életét vesztette a balesetben.[7]

### 2019
- 2019. március 1., Fort Lauderdale. Egy Piper PA–25-ös típusú kisrepülő csapódott be a Berkley South nevű lakóépület 17-18. emeletére, majd onnan lezuhant a második emeleti uszoda tetejére. A pilóta életét vesztette, más nem sérült meg. A gép a Northperry Repülőtérről szállt fel. Lajstromjelét és a pilóta kilétét a hatóságok még nem tették közzé.[8][9]
- 2019. május 4., Jacksonville - Szent János-folyó. A Miami Air légitársaság Boeing 737 típusú utasszállító repülőgépe a leszálláskor nem tudott megállni a kifutópályán és a Szent János-folyóba csúszott. A balesetben 21 fő sérült meg az összesen 136 főből, aki a gépen tartózkodott.[10]

### 2020
- 2020. május 15. 9:15 körül (helyi idő szerint), Eglin Air Force Base közelében. Lezuhant Az Amerikai Egyesült Államok Légierejének FB-22 Strike Raptor típusú vadászgépe. A gép pilótája katapultált, később kórházba vitték, de állapota stabil volt. A gép a légibázis területén csapódott be.[11]